# Hotel Phoenix Copenhagen
Hotel Phoenix Copenhagen er et hotel på hjørnet af Bredgade 37 og Dronningens Tværgade 1-3 i Københavns Indre By, over for Odd Fellow Palæet. Hotellet åbnede omkring 1991. Hotellet indgår i Arp-Hansen Hotel Group.
Der har også tidligere med afbrydelser været drevet hotel på adressen i ca. 150 år. 

## Historie
I 1670 solgte boet efter apoteker Esaias Fleischer grunden til Hans Arenfeld til Knivholt.
I 1700-tallet var det et palæ ejet af grev Jean Henri Huguetan Gyldensteen, som i 1740 lod bygningen forny. Gyldensteens uægte søn Jean Henri Desmercières arvede i 1749 palæet, som fik navn efter ham. Bygningen var omkring 1800 ejet af grosserer Peder Erichsen. På det tidspunkt var det den eneste privatbygning i København, som havde et ur på facaden.
1837 købtes den af traktør W. Murdoch, der omdannede den til hotel under navnet »Stadt Hamburg«. 1847 overgik hotellet til et aktieselskab, der lod det nedrive og genopbygge under navnet »Hotel Phønix«. Hotellet blev meget anvendt af landadelen og af kongehuset som indkvarteringssted til fyrstelige gæster. 1883-1919 var hotellet i privat eje.[kilde mangler]
Under Besættelsen blev hotellet beslaglagt af værnemagten. I oktober 1945 købte[kilde mangler] Danmarks Kommunistiske Parti bygningen, og blev benyttet af DKP med tilhørende organisationer og virksomheder, herunder Land og Folks redaktion og trykkeri mv., derfor under tiden omtalt som Land og Folk-huset. Ole Buhl og Harald Petersen ombyggede 1946 bygningen til den nye brug. Land og Folk udkom sidste gang i 1990, bygningen blev solgt og genopstod som hotel.

## Arkitektur
Fløjen mod Bredgade opførtes i 1685-89 i to stokværk med kælder og midtparti. Den blev udvidet og fuldstændigt ombygget i klassicerende former i 1847. Huset blev atter ombygget i 1941 af arkitekt S. Langkjær.
I 1991 blev bygningen renoveret ved Robert Grünberger (født 1947). En del træk er dog uoriginale, fx er vinduerne termovinduer. Bygningen har fået bevaringsværdi 3 i bydelsatlasset.

## Begivenheder
Flere vigtige begivenheder er foregået på Phoenix: 10. oktober 1865 blev samarbejdet mellem de Nationale Godsejere og Bondevennerne vedr. ændringen af Grundloven beseglet ved en fest, 5. oktober 1871 var der stiftende generalforsamling i Den Danske Landmandsbank i Hotel Phoenix, og 4. december 1902 var det partiet De Frikonservative, der blev stiftet her.
Da den nu berømmede filminstruktør Thomas Vinterberg, der er kendt for Festen, skulle lave sin afgangsfilm fra Den Danske Filmskole i 1993, blev noget af filmen Sidste omgang optaget på netop Hotel Phoenix Copenhagen.
Restaurant Von Plessen i kælderetagen er opkaldt efter oberst Samuel Christof von Plessen, der ejede palæet på adressen fra 1680, repræsenterer et dansk-fransk køkken.

## Ejerliste
Denne liste er ufuldstændig; hjælp gerne med at udfylde den.
- 17??-1749 Jean Henri Huguetan Gyldensteen
- 1749-1778 Jean Henri Desmercières
- Peder Erichsen
- 1837-1847 W. Murdoch
- 1847-1883 Aktieselskab for Indretningen af et Hotel
- 1883-1919 Private ejere
- 1945-1991 Danmarks Kommunistiske Parti
- 1991-nu Hotel Phoenix Copenhagen